# Conus columba
Conus columba é uma espécie de gastrópode do gênero Conus, pertencente à família Conidae.